# Molophilus (Molophilus) umboiensis
Molophilus (Molophilus) umboiensis is een tweevleugelige uit de familie steltmuggen (Limoniidae). De soort komt voor in het Australaziatisch gebied.